# Joye Hummel
Joye Hummel   (Long Island, 4 d'abril de 1924 - Winter Haven, 5 d'abril de 2021) va ser una autora estatunidenca de còmics. És coneguda per ser una escriptora fantasma Hummel tenia dinou anys quan va començar com a mecanògrafa de còmics. Va continuar escrivint els seus guions després que William Moulton Marston va emmalaltiment i va deixar d'escriure els guions el mateix any, va morir tres anys després. Les seves contribucions només es van ser conegudes el 2014 després d'haver estat entrevistada per a The Secret History of Wonder Woman (La història secreta de la Dona Meravella).

## Biografia
Hummel va néixer a Long Island el 4 d'abril de 1924. Els seus pares eren administradors d'una cadena de botigues de queviures, i ella era el seu únic fill. Va estudiar a l'escola secundària a Freeport, Nova York, abans d’estudiar al Middlebury College. Després d'un any, va abandonar la universitat amb la intenció de fer companyia a la seva mare després que els seus pares es divorciessin.
Hummel va assistir a l'escola de secretaria Katharine Gibbs a Manhattan, graduant-se poc després del març de 1944. Allà va destacar en un curs de psicologia impartit per William Moulton Marston, coautor de Wonder Woman. Va ser influenciat pels assajos que va escriure en un examen per portar a casa, donant-li les qualificacions més altes que mai havia atorgat a un estudiant. En conseqüència, la va emprar com a ajudant d’estudi després de prendre el te al Harvard Club. En aquell moment, Hummel no havia llegit mai un còmic, i molt menys Wonder Woman. Inicialment va treballar escrivint els guions, abans d’escriure’n més de 70. Va ser remunerada amb 50 dòlars per cada guió que escrivia.
Quan Marston va patir una malaltia terminal de poliomielitis, Hummel va prendre el relleu. El seu primer guio, titulat "Les donzelles alades de Venus", va aparèixer a la primavera de 1945 al número 12 de Wonder Woman. Al cap de tres anys que ella en fes els guions, el personatge va esdevenir un gran èxit. Hummel va deixar els guions de Wonder Woman a finals de 1947 després de la seva lluna de mel, aparentment per passar més temps a casa i tenir cura de la seva fillastra. Més tard, va revelar que estava molesta per la manera com els nous guionistes del còmic van eliminar gran part dels temes feministes defensats per Marston, que havia mort a principis d'aquell any. Va declarar: "Fins i tot si no hagués marxat a causa de la meva nova filla, hauria renunciat si m'haguessin dit que havia de convertir a Wonder Woman en una superdona masculina i de pensament masculí". Posteriorment es va convertir en corredor de borsa.
Reconeixement posterior.
Hummel va ser la primera dona a escriure guions per a Wonder Woman. En aquell moment, no va rebre cap reconeixement, ja que tots els còmics inicials es van publicar amb el nom de "Charles Moulton". Les seves contribucions van començar a sortir a la llum després de ser entrevistada per Jill Lepore el 2014 per al seu llibre The Secret History of Wonder Woman. En conseqüència, Hummel va ser contactada per la Smithsonian Institution, que li va demanar les dues carpetes que contenien els números de Wonder Woman que va escriure. També es va posar en contacte amb Mark Evanier, que volia documentar els primers anys del còmic. Hummel va guanyar el Premi Bill Finger Award for Excellence in Comic Book Writing el 2018 a l'excel·lència en escriptura de còmics com a convidat d'honor al  San Diego Comic-Con International. Això es va atorgar als autors de còmics que van passar pel radar als premis Eisner, i està gestionat per Evanier.

## Vida personal
Hummel es va casar amb el seu primer marit, David W. Murchison, el 1947. Varen tenir dos fills: Robb i David Jr.; aquest últim va morir abans que ella el 2015. El seu marit va morir el 2000 i Joye es va casar amb Jack Kelly dos anys després. Van romandre casats fins a la seva mort i van residir a Florida durant els darrers anys. En casar-se va adoptar el cognom del seu marit i va passar a dir-se Joye Murchison Kelly.
Hummel va morir el 5 d'abril de 2021, un dia després del seu 97è aniversari, a casa seva a Winter Haven, Florida.